# Stenhelia coineauae
Stenhelia coineauae är en kräftdjursart som beskrevs av Soyer 1971. Stenhelia coineauae ingår i släktet Stenhelia och familjen Diosaccidae. Inga underarter finns listade i Catalogue of Life.